# Бей-Сіті (Орегон)
Бей-Сіті (англ. Bay City) — місто (англ. city) в США, в окрузі Тілламук штату Орегон. Населення — 1389 осіб (2020).

## Географія
Бей-Сіті розташований за координатами 45°31′16″ пн. ш. 123°53′10″ зх. д. / 45.52111° пн. ш. 123.88611° зх. д. (45.521061, -123.886126).  За даними Бюро перепису населення США в 2010 році місто мало площу 4,19 км², з яких 3,27 км² — суходіл та 0,92 км² — водойми.

## Демографія
Згідно з переписом 2010 року, у місті мешкало 1286 осіб у 546 домогосподарствах у складі 352 родин. Густота населення становила 307 осіб/км².  Було 650 помешкань (155/км²).
Расовий склад населення:
| - 92,7 % — білих - 0,9 % — азіатів - 0,8 % — корінних американців - 0,1 % — вихідців з тихоокеанських островів - 3,3 % — осіб інших рас |

До двох чи більше рас належало 2,3 %. Частка іспаномовних становила 6,7 % від усіх жителів.
За віковим діапазоном населення розподілялося таким чином: 19,4 % — особи молодші 18 років, 59,4 % — особи у віці 18—64 років, 21,2 % — особи у віці 65 років та старші. Медіана віку мешканця становила 46,5 року. На 100 осіб жіночої статі у місті припадало 103,8 чоловіків;  на 100 жінок у віці від 18 років та старших — 103,7 чоловіків також старших 18 років.
Середній дохід на одне домашнє господарство  становив 56 231 долар США (медіана — 46 726), а середній дохід на одну сім'ю — 58 930 доларів (медіана — 51 544). Медіана доходів становила 46 125 доларів для чоловіків та 34 297 доларів для жінок. За межею бідності перебувало 10,6 % осіб, у тому числі 5,8 % дітей у віці до 18 років та 2,9 % осіб у віці 65 років та старших.
Цивільне працевлаштоване населення становило 607 осіб. Основні галузі зайнятості: виробництво — 23,9 %, освіта, охорона здоров'я та соціальна допомога — 17,3 %, роздрібна торгівля — 13,3 %, мистецтво, розваги та відпочинок — 10,0 %.